# Hexaméron (composition musicale)
Pour l’article homonyme, voir Hexameron (hymne).
L'Hexaméron, Morceau de concert, S.392, est une œuvre collective pour piano, constituée de six variations sur le thème de la marche Suoni la tromba de l'Acte II de l'opéra I puritani, de Vincenzo Bellini (La marche des Puritains), avec une introduction, des interludes et un finale. La pièce fut conçue en 1837 par Franz Liszt, qui invita cinq autres compositeurs et pianistes célèbres de l'époque à contribuer en écrivant chacun une variation : Frédéric Chopin, Carl Czerny, Henri Herz, Johann Peter Pixis et Sigismund Thalberg. Lui-même composa l'introduction, la deuxième variation, les interludes, le finale, et intégra la pièce dans une unité artistique.

## Contexte
Hexaméron fut commandée pour un concert de charité au bénéfice des pauvres, qui devait se tenir le 31 mars 1837 à Paris dans le salon de la princesse Cristina Trivulzio Belgiojoso.
L'œuvre ne fut pas prête à temps. Néanmoins, le concert eut lieu et fut l'occasion du célèbre duel pianistique entre Thalberg et Liszt pour le titre de « plus grand pianiste du monde ». Le fameux jugement de la princesse Belgiojoso fut « Thalberg est le premier pianiste du monde, Liszt est le seul ».

## Structure
Hexaméron est divisé en neuf parties :
1. Introduction : Extrêmement lent (Liszt)
2. Tema : Allegro marziale (transcrit par Liszt)
3. Variation I : Ben marcato (Thalberg)
4. Variation II : Moderato (Liszt)
5. Variation III : di bravura (Pixis) - Ritornello (Liszt)
6. Variation IV : Legato e grazioso (Herz)
7. Variation V : Vivo e brillante (Czerny) - Fuocoso molto energico ; Lento quasi recitativo (Liszt)
8. Variation VI : Largo (Chopin) - (coda) (Liszt)
9. Finale : Molto vivace quasi prestissimo (Liszt)

## Enregistrements et arrangements
La pièce a été notamment enregistrée par Ingolf Wunder, Raymond Lewenthal, Leslie Howard, Francesco Nicolosi et Marc-André Hamelin entre autres.
En plus de la version pour piano seul, Liszt a effectué un arrangement pour piano et orchestre (S.365b), entre 1837 et 1839 et deux arrangements pour deux pianos (S.654/1 et S.654/2) : un premier en 1840, puis un deuxième (qui est en fait une révision du premier) en 1870. Les arrangements pour deux pianos sont plus courts que la version pour piano solo et orchestre et ont une conclusion réécrite. La version pour piano et orchestre fut publiée à Paris en 1839 et le premier des arrangements pour deux pianos ne fut jamais publié. Le deuxième le fut néanmoins à Hambourg en 1870.
Plus récemment, une pièce pour piano seul avec le même nom et basée sur le même thème de Bellini que l'Hexaméron ci-dessus a été créée en 2009 par six pianistes-compositeurs à New York, et a été jouée pour la première fois au festival 2010 de l'American Liszt Society à Nebraska, aux États-Unis. Sa structure est similaire à l'Hexaméron original : elle est constituée d'une introduction, d'un thème, de six variations avec des interludes, et d'un finale. Bien que composée de nos jours, elle est de nature virtuose et romantique.